# Al-Qaum
Al-Qaum (arabiska: القوم) var den nabaténske krigs- och nattguden. Han var också karavanresenärernas beskyddare.
Många inskriptioner med hans namn har hittats, och arkeologer tror att han var en av de största gudarna inom den nabaténska gudavärlden.